# Wes Wraggett
Wes Richard D. Wraggett (* 1953) ist ein kanadischer Komponist, Gitarrist und Musikpädagoge.
Wraggett studierte Musik am Royal Conservatory of Music und der University of Toronto. Er unterrichtete Komposition und Musiktheorie am Victoria Conservatory of Music, dessen elektroakustisches Zentrum er leitete. Neben multimedialen, elektronischen und elektroakustischen Werken komponierte er Schauspiel- und Ballettmusiken sowie Instrumentalwerke. Er tritt als Jazzgitarrist sowie Liedbegleiter auf.

## Werke
- Exoteric trauma für Synthesizer und Sampler/Keyboard, 1989
- Les innocents für Ensemble, Sampler/Keyboard und Tonband, 1989
- Maya für Gitarrenduo und Tonband, 1990
- At the feet of the snow lion für Vibraphon und Tonband, 1996
- Prana yana für Flöte und Tonband, 2004
- By the hair of the temple dog für Viola und Tonband, 2006
- Bardo für Streichquartett und Sopran, 2007
- Critical mass für Soloinstrument und Tonband, 2006
- Darkness cannot drive out darkness (nach Martin Luther Kings Strength to Love, 1963) für Chor, 2010
- The nagual’s dream für Gitarrentrio und Tonband, 2010
- Yesterday’s canon für Kammerorchester, 2010
- Dallas waltz (Waltz 1) für Kammerorchester, 2011
- 33 pieces to Pandora’s box für offenes Ensemble und optionalen Tonbandpart, 2011
- Aurora Explorer für Kammerorchester, 2011
- Life’s Choreograph für Chor, 2012
- Kali Yuga für B-Klarinette, Violine, Cello und Klavier, 2014
- Steam Punk Proxy (Momento Perpetuo) für Tuba, 2014
- Basho’s Next Journey für Chor, 2014

## Diskographie
- DISContact! II, Canadian Electroacoustic Community, 1995
- William Beauvais: a bridge beyond, Centrediscs, Canada, 1998
- Tim Brady: 10 collaboriations, Justin Time, Canada, 2000
- Electricities/Électricités, Canadian Music Centre, 2003